# فيل هارينجتون
فيل هارينجتون (بالإنجليزية: Phil Harrington) (23 نوفمبر 1963 - ) هو لاعب كرة قدم بريطاني في مركز حراسة المرمى. لعب مع بريستون نورث إيند ونادي بلاكبول ونادي بيرنلي ونادي تشيسترفيلد ونادي ريل ونادي كورك سيتي وووترفورد يونايتد ونادي تشستر سيتي وكوبه رامبلرز ‏ وكارنارفون تاون ‏.